# Фастівський парк
Фа́стівський парк — парк-пам'ятка садово-паркового мистецтва місцевого значення в Україні. Розташований у Фастівському районі Київської області, на території Бортниківської сільської ради, на південний захід від міста Фастів.

## Галерея

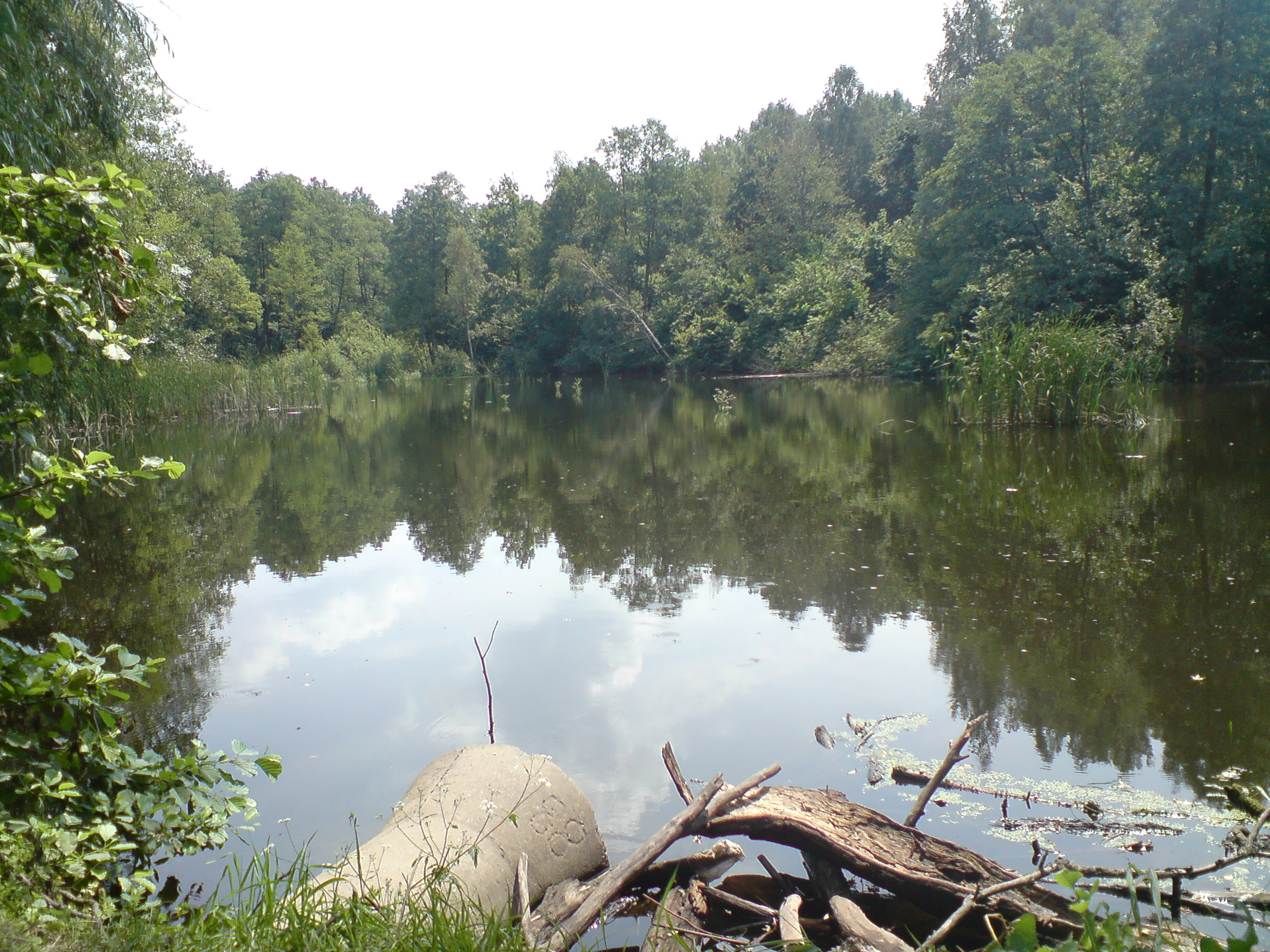
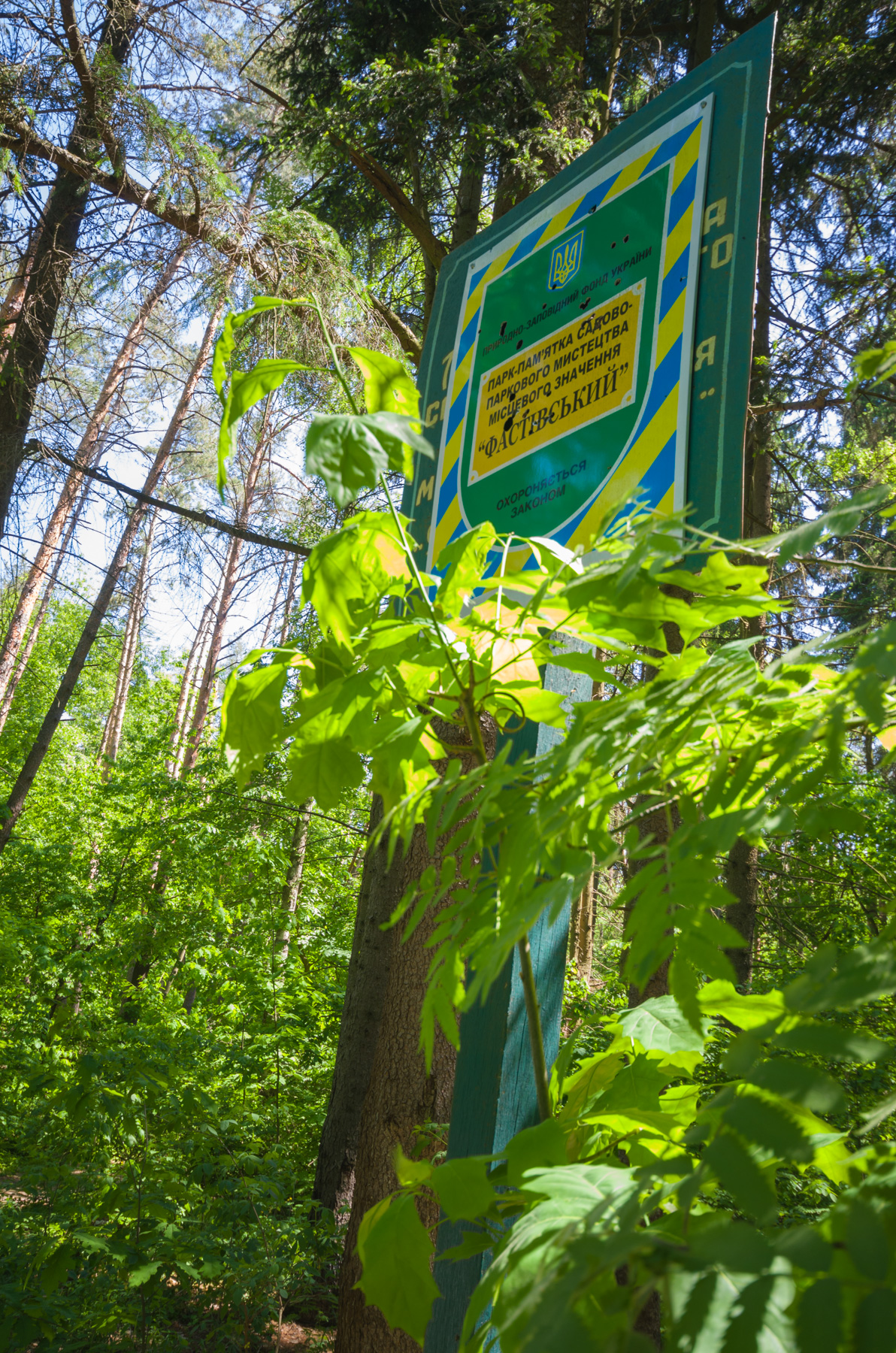
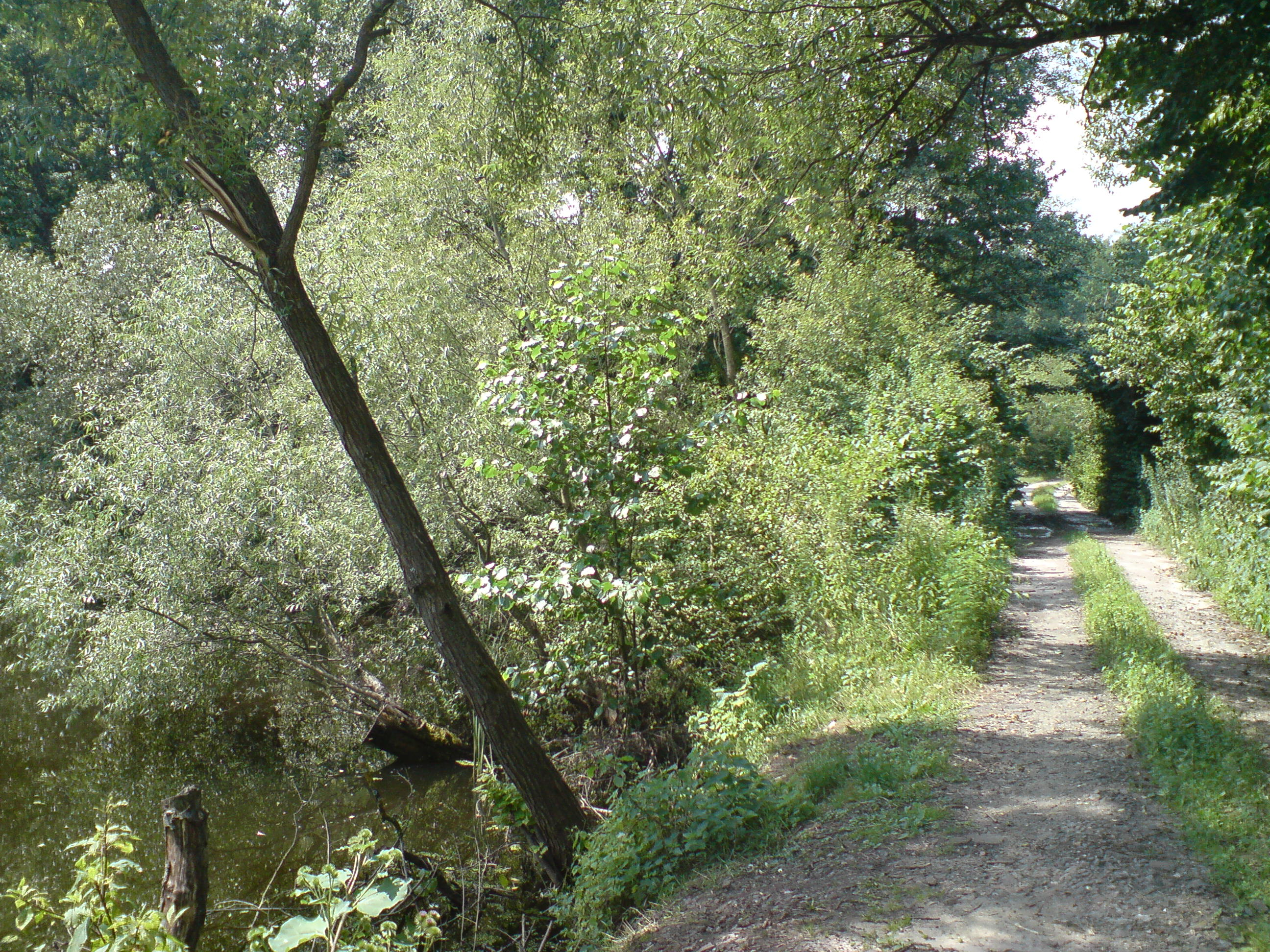

## Історія
Парк заснований в 1950 році. Про його охоронний статус та територію згадується в декількох офіційних законодавчих документах: рішенні виконавчого комітету Київської обласної ради від 28 лютого 1972 року № 118 «Про віднесення пам'яток природи місцевого значення за категоріями, згідно нової класифікації, та затвердження нововиявлених заповідних територій і природних об'єктів в області», а також рішення виконавчого комітету Київської обласної ради народних депутатів від 18 лютого 1984 року № 441 «Про класифікацію і мережу територій та об'єктів природно-заповідного фонду області».

## Опис
Площа парку становить 33 гектари. Парк розташований на території ДП «Фастівське лісове господарство», Дмитрівське лісництво — квартал 39, відділи 26-30, 34, 35, 36, 40-69, квартал 45, відділи 3-10, 12-47, 51-52, 59 та 61. 
Зростає понад 80 видів екзотів та аборигенних порід. Насадження, які поширені на природоохоронній території мають штучне походження. На території парку є вісімдесят вісім лісових відділів. В кожному з них переважає окремий вид лісових рослин. Оточений парк лісовими масивами, з південної сторони до нього прилягає залізниця. На території парку є щити, які інформують про природоохоронний статус об'єкту. Парка-пам'ятка садово-паркового мистецтва характеристикою свого розташування та наявною рослинністю нагадує ліс.